# Wahlkreis Bautzen 1
Der Wahlkreis Bautzen 1 (obersorbisch Wólbny wokrjes Budyšin 1; Wahlkreis 52) ist ein Landtagswahlkreis in Sachsen. Er umfasst die Große Kreisstadt Bischofswerda, die Städte Schirgiswalde-Kirschau, Wilthen und die Gemeinden Burkau, Cunewalde, Demitz-Thumitz, Frankenthal, Göda, Großharthau, Großpostwitz/O.L., Neukirch/Lausitz, Obergurig, Rammenau, Schmölln-Putzkau, Sohland a.d.Spree, Steinigtwolmsdorf im Landkreis Bautzen. Wahlberechtigt waren bei der letzten Landtagswahl im Jahr 2024 reichlich 50.000 Einwohner.

## Wahl 2024
Die Landtagswahl 2024 führte zu folgendem Ergebnis:
| Direktkandidat       | Partei              | Erststimmen in % | Zweitstimmen in % |
| -------------------- | ------------------- | ---------------- | ----------------- |
| Bernd Gerhard Grüber | CDU                 | 35,3             | 31,5              |
| Frank Peschel        | AfD                 | 49,1             | 41,9              |
| Jana Lübeck          | Die Linke           | 3,3              | 1,8               |
| Susann Kolba         | GRÜNE               | 1,2              | 1,5               |
| Laura Stellbrink     | SPD                 | 3,8              | 4,3               |
| Matthias Eckstädt    | FDP                 | 1,7              | 0,8               |
| Andreas Ehrentraut   | Freie Wähler        | 4,7              | 1,8               |
| –                    | Die Partei          | –                | 0,6               |
| –                    | Piraten             | –                | 0,2               |
| –                    | ÖDP                 | –                | 0,0               |
| –                    | BüSo                | –                | 0,1               |
| –                    | Tierschutz hier!    | –                | 1,0               |
| –                    | dieBasis            | –                | 0,2               |
| –                    | Bündnis C           | –                | 0,2               |
| –                    | Bündnis Deutschland | –                | 0,3               |
| –                    | BSW                 | –                | 10,7              |
| –                    | Freie Sachsen       | –                | 2,6               |
| –                    | V-Partei3           | –                | 0,1               |
| Hans Jörg Schneider  | WU                  | 0,9              | 0,5               |

## Wahl 2019
Amtliches Endergebnis der Landtagswahl am 1. September 2019 im Wahlkreis 52 – Bautzen 1:
(Ergebnisse in Prozent)
| Direktkandidat     | Partei               | Direktstimmen | Listenstimmen |
| ------------------ | -------------------- | ------------- | ------------- |
| Patricia Wissel    | CDU                  | 38,1          | 34,6          |
| Felix Muster       | Die Linke            | 7,7           | 6,8           |
| Anja Hennersdorf   | SPD                  | 5,5           | 5,7           |
| Frank Peschel      | AfD                  | 38,2          | 36,8          |
| Peter Jahn-Bresan  | GRÜNE                | 3,2           | 3,4           |
| –                  | NPD                  | –             | 0,7           |
| Sirko Rosenberg    | FDP                  | 3,7           | 4,5           |
| Walter Georg Senft | Freie Wähler         | 3,6           | 2,9           |
| –                  | Tierschutz           | –             | 1,5           |
| –                  | Piraten              | –             | 0,2           |
| –                  | Die PARTEI           | –             | 1,0           |
| –                  | BüSo                 | –             | 0,1           |
| –                  | ADPM                 | –             | 0,2           |
| –                  | Blaue Partei         | –             | 0,4           |
| –                  | KPD                  | –             | 0,1           |
| –                  | ÖDP                  | –             | 0,2           |
| –                  | Die Humanisten       | –             | 0,1           |
| –                  | PDV                  | –             | 0,1           |
| –                  | Gesundheitsforschung | –             | 0,6           |

| Wahlberechtigte | 52.259 |
| Wahlbeteiligung | 69,6 % |

## Wahl 2014
| Amtliches Endergebnis der Landtagswahl am 31. August 2014 in Sachsen im Wahlkreis 052 Bautzen 1 (Ergebnisse in Prozent) |

| Direktkandidat          | Partei          | Erststimmen in % | Zweitstimmen in % |
| ----------------------- | --------------- | ---------------- | ----------------- |
| Patricia Wissel         | CDU             | 46,4             | 42,3              |
| Felix Muster            | Die Linke       | 20,0             | 14,3              |
| Stefan Brangs           | SPD             | 11,3             | 10,2              |
| Jürgen Kötzing          | NPD             | -                | 8,4               |
| Matthias Eckstädt       | FDP             | 15,2             | 3,7               |
| Klaus Zschieppang       | GRÜNE           | 4,4              | 2,6               |
| -                       | Tierschutz      | -                | 1,2               |
| Axel Diekow             | Piraten         | -                | 0,7               |
| -                       | BüSo            | -                | 0,2               |
| -                       | DSU             | -                | 0,2               |
| -                       | AfD             | -                | 13,2              |
| -                       | pro Deutschland | -                | 0,3               |
| Rüdiger Steffen Schmidt | FREIE WÄHLER    | -                | 2,3               |
| -                       | DIE PARTEI      | -                | 0,4               |

## Wahl 2009
| Amtliches Endergebnis der Landtagswahl am 30. August 2009 in Sachsen im Wahlkreis 051 Bautzen 1 (Ergebnisse in Prozent) |

| Direktkandidat           | Partei          | Erststimmen in % | Zweitstimmen in % |
| ------------------------ | --------------- | ---------------- | ----------------- |
| Patricia Wissel          | CDU             | 49,2             | 47,5              |
| Cornelia Heyser          | Die Linke       | 20,0             | 16,7              |
| Stefan Brangs            | SPD             | 11,3             | 8,3               |
| -                        | NPD             | -                | 6,6               |
| Mario Megerlin           | FDP             | 15,2             | 10,5              |
| Susanne Wittmann-Beschel | GRÜNE           | 4,4              | 3,1               |
| -                        | Tierschutz      | -                | 2,4               |
| -                        | PBC             | -                | 0,4               |
| -                        | BüSo            | -                | 0,2               |
| -                        | DSU             | -                | 0,2               |
| -                        | REP             | -                | 0,3               |
| -                        | Freie Sachsen   | -                | 2,0               |
| -                        | FP Deutschlands | -                | 0,1               |
| -                        | Humanwirtschaft | -                | 0,1               |
| -                        | Piraten         | -                | 1,4               |
| -                        | SVP             | -                | 0,3               |

## Wahl 2004
Die Landtagswahl 2004 hatte folgendes Ergebnis:
| Direktkandidat        | Partei     | Erststimmen in % | Zweitstimmen in % |
| --------------------- | ---------- | ---------------- | ----------------- |
| Thomas de Maizière    | CDU        | 47,9             | 44,3              |
| Hans-Jürgen Stöber    | PDS        | 22,9             | 20,2              |
| Stefan Brangs         | SPD        | 6,9              | 6,6               |
| Frank Bens            | GRÜNE      | 3,8              | 3,1               |
| -                     | NPD        | -                | 12,5              |
| Mario Walter Megerlin | FDP        | 9,0              | 6,8               |
| Kristin Dittmann      | DSU        | 6,6              | 1,3               |
| -                     | PBC        | -                | 0,6               |
| -                     | GRAUE      | -                | 0,8               |
| -                     | BüSo       | -                | 0,3               |
| -                     | AUFBRUCH   | -                | 0,6               |
| Ute Fischer           | DGG        | 2,9              | 1,2               |
| -                     | Tierschutz | -                | 1,7               |